# برتراند آموسو-گوئنو
برتراند آموسو-گوئنو (انگلیسی: Bertrand Amoussou-Guenou؛ زادهٔ ۲۹ مهٔ ۱۹۶۶) ورزشکار هنرهای رزمی ترکیبی و جودوکار اهل فرانسه است.